# Stari trg (gmina Slovenj Gradec)
Stari trg – wieś w Słowenii, w gminie miejskiej Slovenj Gradec. W 2018 roku liczyła 636 mieszkańców. 